# Hozzáadott érték
A hozzáadott érték egy közgazdaságtani fogalom. Értelmezhető nemzetgazdasági szinten is, a bruttó hazai termék és a termelőfogyasztás különbségeként. Gyakrabban használatos azonban vállalkozási szinten, ekkor az árbevétel és a vásárolt áruk és szolgáltatások értékének különbségét értik alatta.
A hozzáadott érték több vállalkozásfejlesztési stratégia, például a lean alapjául is szolgál.